# قائمة أعمال دونالد ترامب السينمائية
قبل انتخابه رئيسًا للولايات المتحدة، أنتج دونالد ترمب واستضاف برامج تلفزيون الواقع ذا أبرينتايس وذا سيليبريتي أبرينتايس من عام 2004 إلى عام 2015. كما ظهر بدور الكاميو في عشرات الأفلام والمسلسلات التلفزيونية والإعلانات منذ الثمانينيات. فاز بجائزة أسوأ ممثل مساعد في حفل توزيع جوائز توت العليق الذهبي الحادي عشر عن فيلم لا يمكن للأشباح فعلها في عام 1990، بالإضافة إلى جوائز أسوأ ممثل وأسوأ ثنائي في حفل توزيع جوائز توت العليق الذهبي التاسع والثلاثين عن أدواره في الأفلام الوثائقية موت أمة وفهرنهايت 11/9 في عام 2019.

## ظهور ترمب

### الأفلام

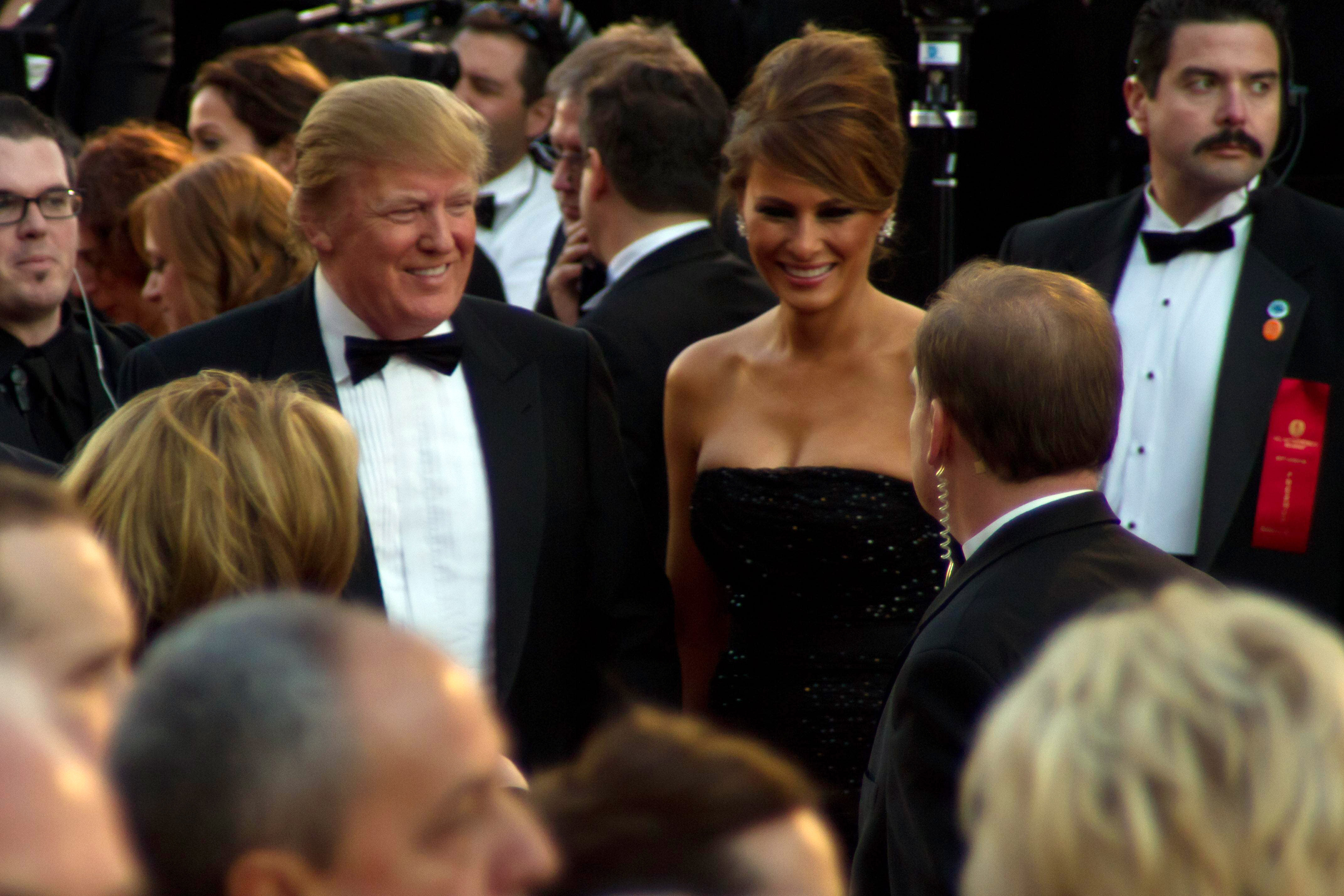
ترمب في حفل توزيع جوائز الأوسكار الثالث والثمانون في عام 2011

| العنوان                                           | العام | الدور                | الملاحظات                 | م.          |
| ------------------------------------------------- | ----- | -------------------- | ------------------------- | ----------- |
| لا يمكن للأشباح فعلها                             | 1989  | نفسه                 | أول ظهور على الشاشة كممثل | [ 1 ]       |
| وحيد في المنزل 2: ضائع في نيويورك                 | 1992  | نفسه                 |                           | [ 1 ]       |
| الأوغاد الصغار                                    | 1994  | والدو جونستون الثاني |                           | [ 1 ]       |
| عبر بحر الوقت                                     | 1995  | نفسه                 |                           | [ 1 ]       |
| إيدي                                              | 1996  | نفسه                 |                           | [ 1 ]       |
| الشريك                                            | 1996  | نفسه                 |                           | [ 1 ]       |
| 54                                                | 1998  | راعي في آي بي        |                           | [ 2 ]       |
| شهرة                                              | 1998  | نفسه                 |                           | [ 1 ]       |
| نيويورك: فيلم وثائقي                              | 1999  | نفسه                 | وثائقي                    | [ 3 ]       |
| زولاندر                                           | 2001  | نفسه                 |                           | [ 1 ]       |
| إشعار لمدة أسبوعين                                | 2002  | نفسه                 |                           | [ 4 ]       |
| السيرك: طاولة في الجنة                            | 2007  | نفسه                 | وثائقي                    | [ 5 ]       |
| بطاطس صغيرة: من قتل اتحاد كرة القدم الأميركي؟     | 2009  | نفسه                 | وثائقي                    | [ 6 ] [ 7 ] |
| وول ستريت: المال لا ينام أبدا                     | 2010  | نفسه                 |                           | [ 8 ]       |
| هدايا رائعة من بوم: أعظم فيلم تم بيعه على الإطلاق | 2011  | نفسه                 | وثائقي                    | [ 9 ]       |

### التلفزيون
| العنوان                                            | العام      | الدور                               | الملاحظات                                                            | م.            |
| -------------------------------------------------- | ---------- | ----------------------------------- | -------------------------------------------------------------------- | ------------- |
| ذا جيفرسونز (سي بي إس)                             | 1985       | نفسه                                | حلقة: «لن تصبح غنيا ابدًا»                                            | [ 1 ]         |
| سأستولي على مانهاتن (سي بي إس)                     | 1987       | نفسه                                | مسلسل قصير                                                           | [ 10 ] [ 11 ] |
| القديسة وجريفسي (آي تي في)                         | 1991       | نفسه                                | أجرى ترمب قرعة الدور الخامس من كأس رابطة الأندية الإنجليزية المحترفة | [ 12 ]        |
| ذا فريش برينس أوف بيل إير (إن بي سي)               | 1994       | نفسه                                | حلقة: «للبيع من قبل المالك»                                          | [ 1 ]         |
| المربية (سي بي إس)                                 | 1996       | نفسه                                | حلقة: «عرض روزي»                                                     | [ 1 ]         |
| فجأة سوزان (إن بي سي)                              | 1997       | نفسه                                | حلقة: «سأرى ذلك وأربيك سوزان»                                        | [ 4 ]         |
| ذا درو كاري شو (إيه بي سي)                         | 1997       | نفسه                                | حلقة: «نيويورك وكوينز»                                               | [ 4 ]         |
| رجل الليل (التوزيع المشترك)                        | 1997       | نفسه                                | حلقة: «وجه لوجه»                                                     | [ 13 ]        |
| هوارد ستيرن                                        | 1997–2005  | نفسه                                |                                                                      |               |
| سبين سيتي (إيه بي سي)                              | 1998       | نفسه                                | حلقة: «قصة بول لاسيتر»                                               | [ 1 ]         |
| الجنس والمدينة (إتش بي أو)                         | 1999       | نفسه                                | حلقة: «الرجل، الأسطورة، الفياجرا»                                    | [ 1 ]         |
| الوظيفة (إيه بي سي)                                | 2001       | نفسه                                | حلقة: «إليزابيث»                                                     | [ 4 ]         |
| عرض دا علي جي (إتش بي أو)                          | 2003       | نفسه[بحاجة لمصدر]                   | حلقة: «سياسة»                                                        |               |
| ساترداي نايت لايف (إن بي سي)                       | 2004، 2015 | المضيف، تقليدات متنوعة، رجل الضرائب | «دونالد ترمب/توتس آند ذا مايتالز» «دونالد ترمب/سيا»                  | [ 15 ] [ 16 ] |
| ذا أبرينتايس (إن بي سي)                            | 2004–2015  | نفسه                                | منتج، مضيف                                                           | [ 17 ]        |
| أيام حياتنا (إن بي سي)                             | 2005       | نفسه                                | ضيف الشرف                                                            | [ 18 ]        |
| جائزة الإيمي برايم تايم الثامن والخمسون (إن بي سي) | 2006       | أوليفر ويندل دوغلاس                 | موسيقى بسيطة                                                         | [ 19 ]        |
| دبليو دبليو إي راو (يو إس إيه نيتورك)              | 2007، 2009 | نفسه                                | «مملوك» لفترة وجيزة                                                  | [ 20 ]        |
| راسلمينيا 23 (التوزيع المشترك)                     | 2007       | نفسه                                | مباراة «معركة المليارديرات»                                          | [ 21 ]        |
| كوميديا سنترال روست (كوميدي سنترال)                | 2011       | نفسه                                | روستي                                                                | [ 22 ]        |
| الفضول (قناة ديسكفري)                              | 2011       | نفسه                                | «ما قيمة أمريكا؟»                                                    |               |
| توب غير الولايات المتحدة (بي بي سي)                | 2012       | نفسه                                | حلقة: «سيارات خارقة»                                                 | [ 23 ]        |
| الرجال الذين بنوا أمريكا (التاريخ)                 | 2012       | المُعلّق                              |                                                                      | [ 24 ]        |
| مدينة الخوف: نيويورك ضد المافيا (نتفليكس)          | 2020       | لقطات تاريخية                       |                                                                      | [ 25 ]        |

### الفيديو
ظهر ترمب في ثلاثة أشرطة فيديو في إتش إس نشرتها مجلة بلاي بوي، ولم يظهر في أي مشاهد تحتوي على عُري أو محتوى جنسي.
| العنوان                                               | العام | الدور | الملاحظات                  | م.     |
| ----------------------------------------------------- | ----- | ----- | -------------------------- | ------ |
| مجلة بلاي بوي                                         | 1994  | نفسه  | فيلم للكبار                | [ 26 ] |
| مركز فيديو مجلة بلاي بوي: بلاي ميت 2000 توأم بيرناولا | 2000  | نفسه  | فيلم للكبار                | [ 27 ] |
| فيديو بلا عنوان لمجلة بلاي بوي                        | 2001  | نفسه  | عرض أزياء يضم بيتسي جونسون | [ 26 ] |

### فيديوهات موسيقية
في عام 1989، ظهر ترمب في الفيديو الموسيقي لأغنية بوبي براون المنفردة (بالإنجليزية: On Our Own)، والتي ظهرت في فيلم صائدو الأشباح الجزء الثاني. في عام 1991، ظهر ترمب في الأصل في الفيديو الموسيقي لأغنية جانيت روبن (بالإنجليزية: Mr. Big Stuff) لفرقة (بالإنجليزية: Precious Metal). ومع ذلك، أراد ترمب دفع 250 ألف دولار بدلاً من رسوم الظهور المتفق عليها البالغة 10 آلاف دولار. بعد أن رفضت الفرقة دفع ثمن ظهوره، تم استبدال ترمب في النسخة النهائية من الفيديو الموسيقي. ظهر أيضًا في أغنية (بالإنجليزية: I Like Trains) بعنوان (بالإنجليزية: The Truth).

### الدعاية
ظهر ترمب أيضًا في عدد من الإعلانات التجارية التليفزيونية لبيتزا هت. تم بث أول هذه الإعلانات التجارية في الولايات المتحدة في عام 1995، وظهر هو وزوجته السابقة إيفانا وهم يروجون لبيتزا ستافد كراست. تم بث الإعلان التجاري الثاني في السوق الأسترالية في عام 2000، وكان لبيتزا 'نيويوركر' الكبيرة التي كانت السلسلة تروج لها في ذلك الوقت. في عام 2002، ظهر ترمب في ثلاثة إعلانات تجارية لماكدونالدز تضم غريماس.
ومن بين العلامات التجارية الأخرى التي ظهر ترمب في إعلاناتها التجارية بيبسي، ومايسيز، وأوريو، وسيرتا، وفيرايزون، وفيزا.

## أعمال عن ترمب

### الأفلام
| العنوان                                        | العام | الموزع                 | الكاتب / المنتج                        | المخرج                              | التفاصيل | الملاحظات     |
| ---------------------------------------------- | ----- | ---------------------- | -------------------------------------- | ----------------------------------- | --- | ------------- |
| ترمب: ما الأمر؟                                | 1991  | شركة ذا ديدلاين        | جيسي كورنبلوث                          | ليبي هاندروس                        | فيلم وثائقي تلفزيوني عن مسيرة دونالد ترمب التجارية، لم يُعرض حتى عام 2015 | [ 38 ] [ 39 ] |
| لقد تم خداعك                                   | 2011  | مونتروز بيكتشرز        | ريتشارد فيني، أنتوني باكستر            | أنتوني باكستر                       | فيلم وثائقي عن بناء ترمب لملعب غولف في بالميدي، أبردينشاير، اسكتلندا، تم عرضه على قناة بي بي سي الثانية | [ 40 ] [ 41 ] |
| لعبة خطيرة                                     | 2014  | مونتروز بيكتشرز        | ريتشارد فيني                           | أنتوني باكستر                       | فيلم وثائقي عن ملعب الغولف بالميدي ومشروع ترمب على جبل سردا بالقرب من دوبروفنيك، كرواتيا | [ 42 ]        |
| فن التعامل مع دونالد ترمب: الفيلم              | 2016  | فاني أور داي           | جو راندازو                             | جيريمي كونر                         | اقتباس ساخر من كتاب ترمب فن الصفقة تم تقديمه على شكل تسجيل فيديو في إتش إس لفيلم تلفزيوني. تم إصداره خلال الانتخابات التمهيدية للحزب الجمهوري عام 2016. يلعب جوني ديب دور دونالد ترمب.                                                | [ 43 ]        |
| مايكل مور في ترمبلاند                          | 2016  | أفلام الكلب يأكل الكلب | مايكل مور                              | مايكل مور                           | عرض فردي مباشر لمور في مسرح مورفي في ويلمنغتون، أوهايو خلال الانتخابات الرئاسية 2016 | [ 44 ] [ 45 ] |
| ترمبد: داخل أعظم اضطراب سياسي في كل العصور     | 2017  | اليسار/اليمين برودكشنز | كيفن فارغاس، منتج                      | تيد بورن، ماري روبرتسون، بنكس تارفر | فيلم وثائقي عن الحملة الرئاسية لدونالد ترمب في عام 2016. تم إصداره في مهرجان صاندانس السينمائي وعرض لأول مرة على قناة شوتايم. | [ 46 ] [ 47 ] |
| فهرنهايت 11/9                                  | 2018  | برياركليف للترفيه      | مايكل مور                              | مايكل مور                           | وثائقي سياسي يستكشف العوامل التي أدت إلى تولي دونالد ترمب الرئاسة لأول مرة، فضلاً عن أحداث مثل أزمة المياه في فلينت والعنف المسلح. يقارن بين انتصار ترمب الانتخابي وصعود هتلر إلى السلطة ويدعو إلى إصلاح جذري للنظام السياسي الأمريكي. | [ 48 ]        |
| الإجراءات الفعالة                              | 2018  |                        |                                        | جاك برايان                          | فيلم وثائقي يستكشف مزاعم التواطؤ بين حملة ترمب والحكومة الروسية خلال انتخابات عام 2016، بالإضافة إلى تاريخ الحرب السياسية بين الاتحاد السوفيتي والاتحاد الروسي تحت قيادة فلاديمير بوتين                                               |               |
| موت أمة: هل نستطيع إنقاذ أميركا للمرة الثانية؟ | 2018  | جودة فليكس             | دينيش دسوزا بروس سكولي جيرالد ر. مولين | دينيش ديسوزا بروس سكولي             | فيلم وثائقي سياسي يقارن بين ترمب والاستقطاب السياسي في الولايات المتحدة وبين أبراهام لينكون خلال الحرب الأهلية الأمريكية، ويتهم الحزب الديمقراطي بالعنصرية والتشابه مع الحزب النازي                                                   | [ 49 ]        |
| بطاقة ترمب                                     | 2020  | كلاودبورست للترفيه     | دينيش ديسوزا ديبي ديسوزا بروس سكولي    | دينيش ديسوزا ديبي ديسوزا بروس سكولي | فيلم وثائقي سياسي يمتدح ترمب ويتهم سياسيين ديمقراطيين مثل جو بايدن وبيرني ساندرز بالفساد والاشتراكية. كان من المفترض في الأصل أن يتزامن مع المؤتمر الوطني الجمهوري لعام 2020 ولكن تم تأجيله بسبب جائحة فيروس كورونا.                  | [ 50 ]        |
| فيلم بوريت اللاحق                              | 2020  | أستوديوهات أمازون      | ساشا بارون كوهين                       | جيسون وولينر                        | فيلم وثائقي ساخر عن الانتخابات الرئاسية الأمريكية لعام 2020 في ولاية كاليفورنيا وجائحة فيروس كورونا المستمرة |               |
| المتدرب                                        | 2024  | أفلام سكيثيا           | غابرييل شيرمان                         | علي عباسي                           | بطولة سيباستيان ستان، يتناول الفيلم مسيرة دونالد ترمب التجارية | [ 51 ]        |

### التلفزيون
| العنوان              | العام | الموزع                                                  | الكاتب / المنتج                                                                                     | ال                                   | | الملاحظات     |
| -------------------- | ----- | ------------------------------------------------------- | --------------------------------------------------------------------------------------------------- | ------------------------------------ | --- | ------------- |
| ترمب غير مرخص        | 2005  | أبولو بروموفي جي إم جي إتش وشركة إنتاج الأفلام المحدودة | كيث كوران                                                                                           | جان ديفيد كولز                       | فيلم تلفزيوني عن سيرة حياة دونالد ترمب ومسيرته المهنية، بطولة جاستن لويس في دور دونالد ترمب. | [ 52 ] [ 53 ] |
| ترمب: مرشح الكرملين؟ | 2017  | بانوراما، بي بي سي ون                                   | جون سويني، مقدم البرنامج؛ آندي بلاكمان، ماثيو هيل، ديانا مارتن، توميكو نيوسون، نيك ستوردي، المنتجون | ماثيو هيل، توميكو نيوسون، نيك ستوردي | فيلم وثائقي يحقق في الروابط المشبوهة العديدة بين شركاء ترمب والمسؤولين والجواسيس الروس ودور التدخل الروسي في نتائج انتخابات عام 2016.                                                              | [ 56 ] [ 57 ] |
| ترمب: حلم أمريكي     | 2017  | القناة الرابعة البريطانية نتفليكس                       | ديفيد جلوفر مارك رافائيل                                                                            |                                      | فيلم وثائقي عن مسيرة ترمب في مجال الأعمال والسياسة، بالإضافة إلى علاقاته مع روجر ستون وروي كون |               |
| ذا كومي رول          | 2020  | استوديوهات سي بي إس                                     | بيلي راي                                                                                            | بيلي راي                             | مسلسل تلفزيوني قصير درامي سياسي أمريكي مقتبس من كتاب ولاء أكبر لمدير مكتب التحقيقات الفيدرالي السابق جيمس كومي. المسلسل من بطولة جيف دانييلز في دور كومي وبرندان غليسون في دور الرئيس دونالد ترمب. |               |

## الأفلام أو المسلسلات التلفزيونية التي تشير إلى ترمب
- في فيلم العودة إلى المستقبل 2 لعام 1989، حول بيف تانين (توماس ف. ويلسن) محكمة هيل فالي إلى كازينو/فندق فخم (على غرار فندق ترمب بلازا) حيث يعيش حياة مترفة بشكل مزعج. يوجد في مكتبه صورة لنفسه مستوحاة من صورة دونالد ترمب. يقول الكاتب المشارك بوب غيل إن ارتباط الفيلم بترمب كان مقصودًا بالتأكيد.[58]

## الجوائز والترشيحات

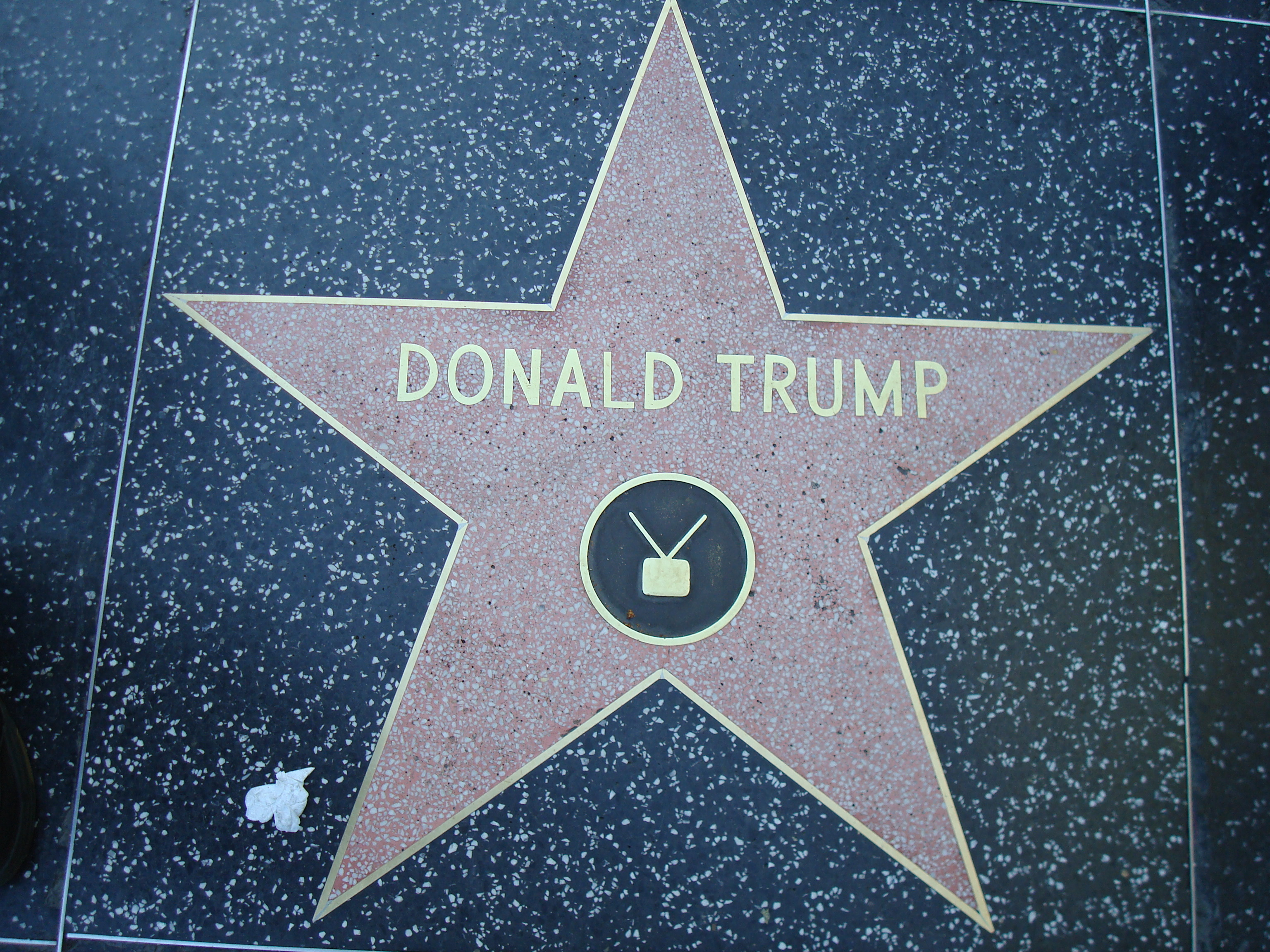
نجمة ترمب في ممشى المشاهير في هوليوود

### جائزة التوتة الذهبية
| العام | الفئة            | العمل المرشح          | النتيجة | م.     |
| ----- | ---------------- | --------------------- | ------- | ------ |
| 1990  | أسوأ ممثل مساعد  | لا يمكن للأشباح فعلها | فوز     |        |
| 1990  | أسوأ نجم جديد    | لا يمكن للأشباح فعلها | رُشِّح     |        |
| 2019  | أسوأ ممثل        | موت أمة               | فوز     | [ 59 ] |
| 2019  | أسوأ ممثل        | فهرنهايت 11/9         | فوز     | [ 59 ] |
| 2019  | أسوأ مجموعة شاشة | موت أمة               | فوز     | [ 59 ] |
| 2019  | أسوأ مجموعة شاشة | فهرنهايت 11/9         | فوز     | [ 59 ] |

### جائزة الإيمي برايم تايم
| العام | الفئة                            | العمل المرشح | النتيجة | م. |
| ----- | -------------------------------- | ------------ | ------- | -- |
| 2004  | برنامج المنافسة الواقعية المتميز | ذا أبرينتايس | رُشِّح     |    |
| 2005  | برنامج المنافسة الواقعية المتميز | ذا أبرينتايس | رُشِّح     |    |

### جائزة اختيار المراهقين
| العام | الفئة                                         | العمل المرشح | النتيجة | م. |
| ----- | --------------------------------------------- | ------------ | ------- | -- |
| 2004  | اختيار التلفزيون: الشخصية                     | ذا أبرينتايس | رُشِّح     |    |
| 2004  | اختيار التلفزيون: نجم تلفزيون الواقع/نجم منوع | ذا أبرينتايس | رُشِّح     |    |

### جوائز ستريمر
| العام | الفئة                   | العمل المرشح           | النتيجة | م.            |
| ----- | ----------------------- | ---------------------- | ------- | ------------- |
| 2024  | أفضل بث مباشر للماراثون | أدين روس x دونالد ترمب | رُشِّح     | [ 60 ] [ 61 ] |

## الملاحظات
1. ↑  فيلم وثائقي مدته 60 دقيقة من إنتاج إي إس بي إن عن الدوري الأمريكي لكرة القدم.
2. ↑  تم حذف مشهد ترامب من النسخة المسرحية ولكنه تم تضمينه على قرص الـدي في دي.
3. ↑  استضاف ترامب حلقات 3 أبريل 2004 و7 نوفمبر 2015 من برنامج إس إن إل.

## وصلات خارجية
- الموقع الرسمي
 (بالإنجليزية)
- دونالد ترامب في قاعدة بيانات الأفلام على الإنترنت (بالإنجليزية)
- صفحة دونالد ترامب على دبليو دبليو إي.كوم (بالإنجليزية)